# Kufstein (huyện)

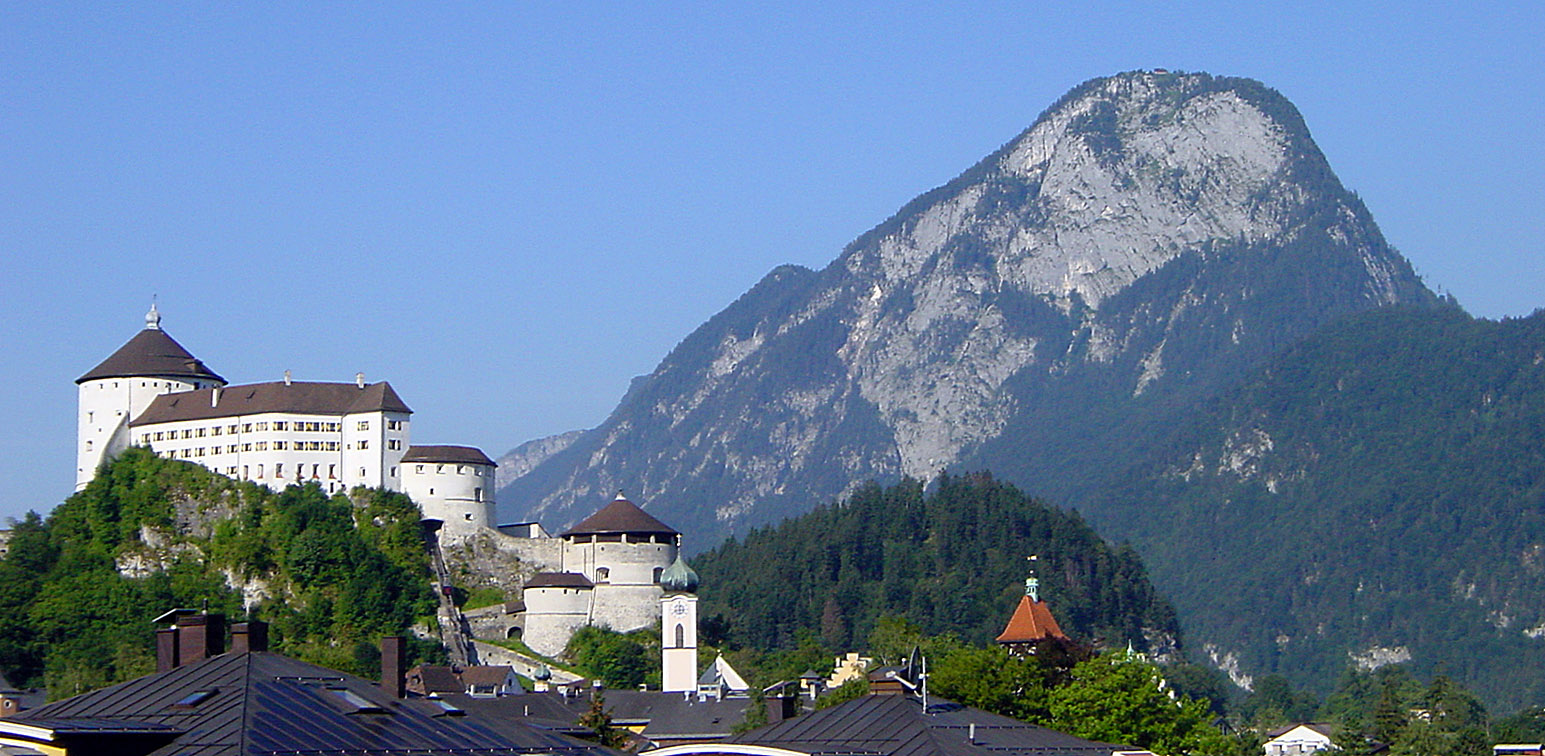
Lâu đài Kufstein với ngọn núi Pendling (1563 m)

Huyện Kufstein là một huyện hành chính (bezirk) ở Tirol, Áo. Huyện này giáp Bayern (Đức) về phía bắc, Kitzbühel (huyện) về phía đông nam, và Schwaz (huyện) về phía tây nam.
Huyện có diện tích 969,90 km², và dân số là 93.702 (2001) có mật độ dân số là 97 người/km². Trung tâm hành chính là thị xã Kufstein.
Huyện bao gồm phần hạ du của sông Inn. Các hồ lớn nhất là hồ Reintal, Thiersee, Hechtsee, Hintersteiner See và Walchsee.
| Năm    | 1869  | 1880  | 1890  | 1900  | 1910  | 1923  | 1934  | 1939  | 1951  | 1961  | 1971  | 1981  | 1991  | 2001  |
| ------ | ----- | ----- | ----- | ----- | ----- | ----- | ----- | ----- | ----- | ----- | ----- | ----- | ----- | ----- |
| Dân số | 27032 | 29371 | 31296 | 34375 | 39598 | 41334 | 44834 | 46160 | 56093 | 60022 | 70875 | 76966 | 84627 | 93702 |

- Nguồn: Statistik Austria

## Phân chia hành chính
Huyện này được chia thành 30 xã, trong đó có 3 thị xã, và hai trong số đó là [[đô thị).

### Thị xã
1. Kufstein
2. Rattenberg
3. Wörgl

### Các đô thị
1. Brixlegg
2. Kundl

### Các xã
1. Alpbach
2. Angath
3. Angerberg
4. Bad Häring
5. Brandenberg
6. Breitenbach am Inn
7. Ebbs
8. Ellmau
9. Erl
10. Kirchbichl
11. Kramsach
12. Langkampfen
13. Mariastein
14. Münster
15. Niederndorf
16. Niederndorferberg
17. Radfeld
18. Reith im Alpbachtal
19. Rettenschöss
20. Scheffau am Wilden Kaiser
21. Schwoich
22. Söll
23. Thiersee
24. Walchsee
25. Wildschönau